# Justin Currie

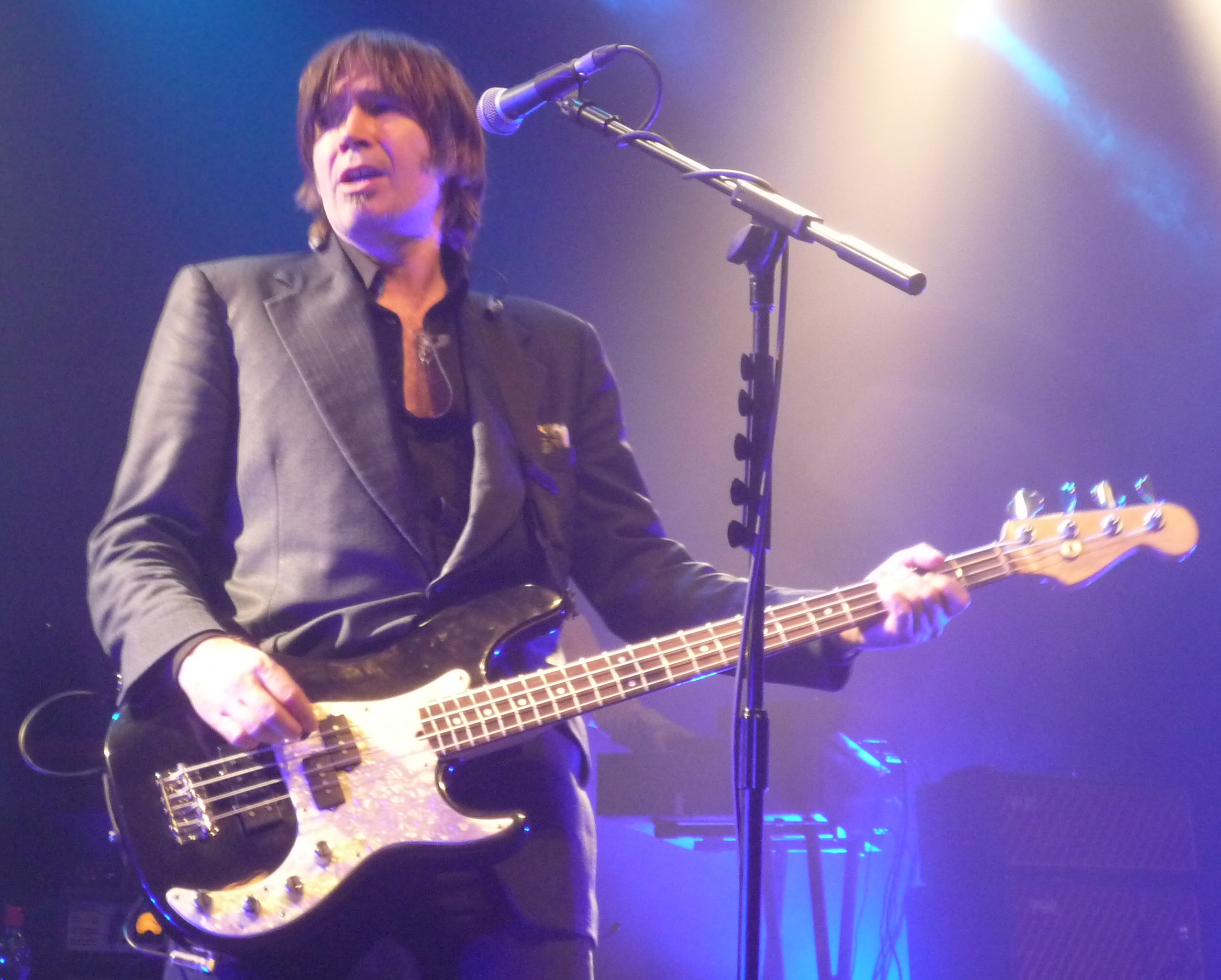
Justin Currie (2014)

Justin Robert Currie (* 11. Dezember 1964 in Glasgow, Schottland) ist ein britischer Sänger und Songwriter, der vor allem durch die Band Del Amitri, deren Frontman und „Gesicht“ er ist, bekannt wurde.

## Karriere
Zusammen mit seinem Kollegen Iain Harvie gründete Justin Currie in den frühen 1980er-Jahren die Band Del Amitri, in welcher Currie den Part des Gesangs, Bassspiels und, zusammen mit Harvie, des Liederschreibens übernahm. Mit dem Projekt Del Amitri erzielten beide ihren kommerziellen Durchbruch; es entstanden sieben Studioalben und etliche Radiohits in den 80er- und 90er-Jahren. Seit 2002 hat sich Justin Currie vornehmlich seiner Solokarriere gewidmet. Bisher sind vier Soloalben mit selbstgeschriebenen Liedern von ihm erschienen, What is Love for? (2007), The Great War (2010), Lower Reaches (2013) und This Is My Kingdom Now (2017). Alle vier sind geprägt von Curries markanter Stimme, von einem melancholischen, lamentierenden Grundton und von seiner Vorliebe für unkonventionelle Liebesliedtexte und knüpfen damit erkennbar an das Opus von Del Amitri an.

## Diskografie
Alben
- What Is Love For? (2007)
- No, Surrender (EP, 2008)
- The Great War (2010)
- Lower Reaches (2013)
- This Is My Kingdom Now (2017)